# Maria Lira Marques

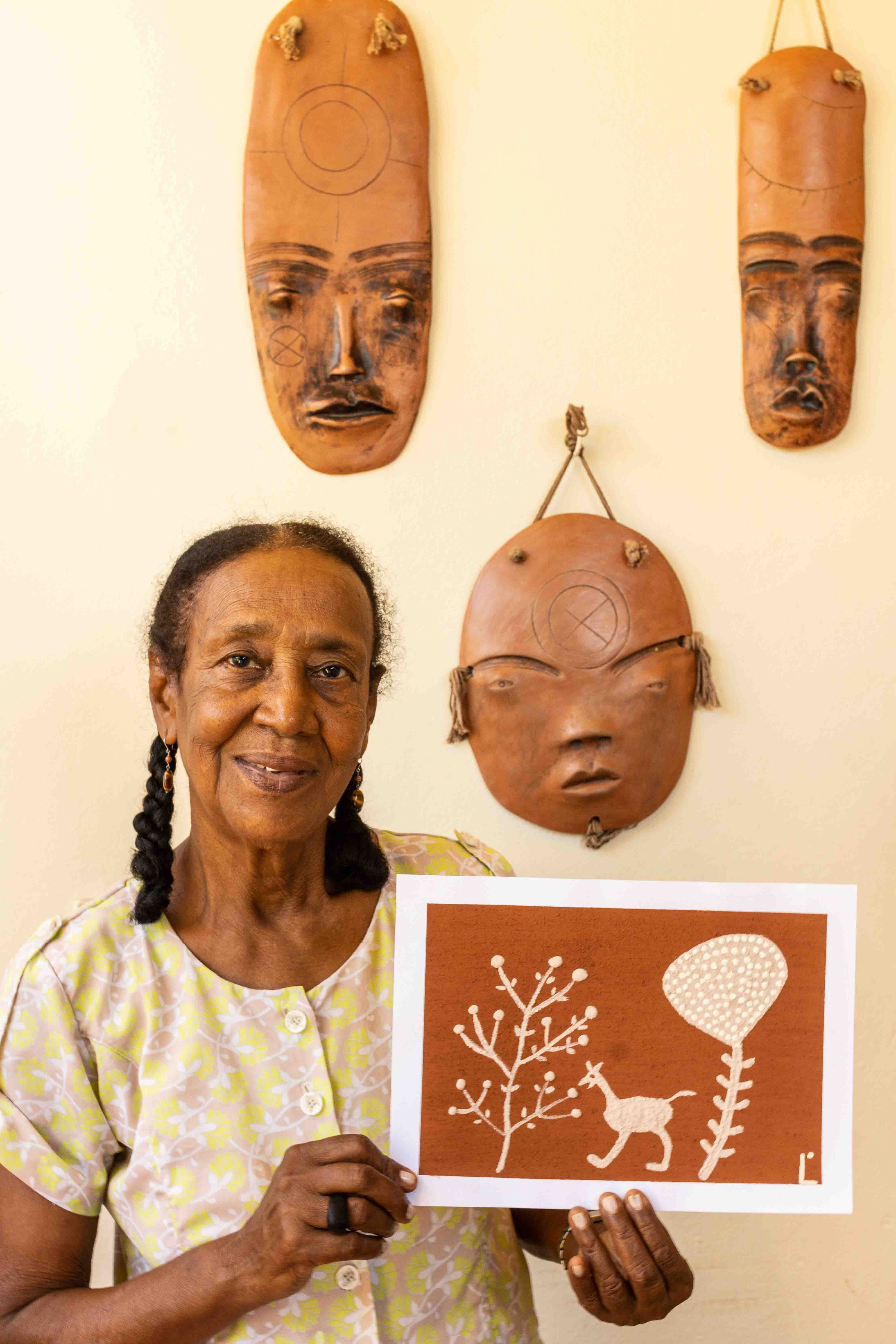
Bichos do Sertão e Máscaras

Maria Lira Marques (Araçuaí, 1945), também conhecida como Mestre Lira e Lira Marques, é uma artista esculturista e pintora brasileira.

## Biografia
Maria Lira Marques nasceu na região do Médio Jequitinhonha, em Minas Gerais, onde vive até hoje. Filha de um sapateiro e de uma lavadeira, ela começou a trabalhar desde criança. Da sua mãe, Odília Borges Nogueira, herdou a vocação artística e o interesse pelos trabalhos manuais. Desenvolvendo trabalhos em cerâmica desde cedo, é na década de 1970 que Lira assume de vez a posição de artista, e passa a se dedicar progressivamente ao seu trabalho.
Ao conhecer, em 1971, o Frei Chico, padre holandês que está no Brasil desde 1968, Lira ingressa no Coral Trovadores do Vale que, nessa altura, estava em formação e passou a existir enquanto espécie de laboratório da pesquisa que Frei Chico desenvolveu em parceria com Lira Marques a respeito da cultura popular do Vale do Jequitinhonha. A amizade entre os dois configurou-se como uma colaboração prolífica que sempre encorajou Lira a seguir em frente com a sua prática artística.
Dando vazão ao interesse que a acompanhava desde a infância, Lira começa trabalhando com o barro, criando bustos, presépios, máscaras e figuras comumente ligadas à natureza. A partir de 1994, devido a questões de saúde, passa a desenhar e a pintar com a terra, desenvolvendo sobre o papel os seus Bichos do Sertão, animais inventados pela sua imaginação.